# 루시어스 셰퍼드

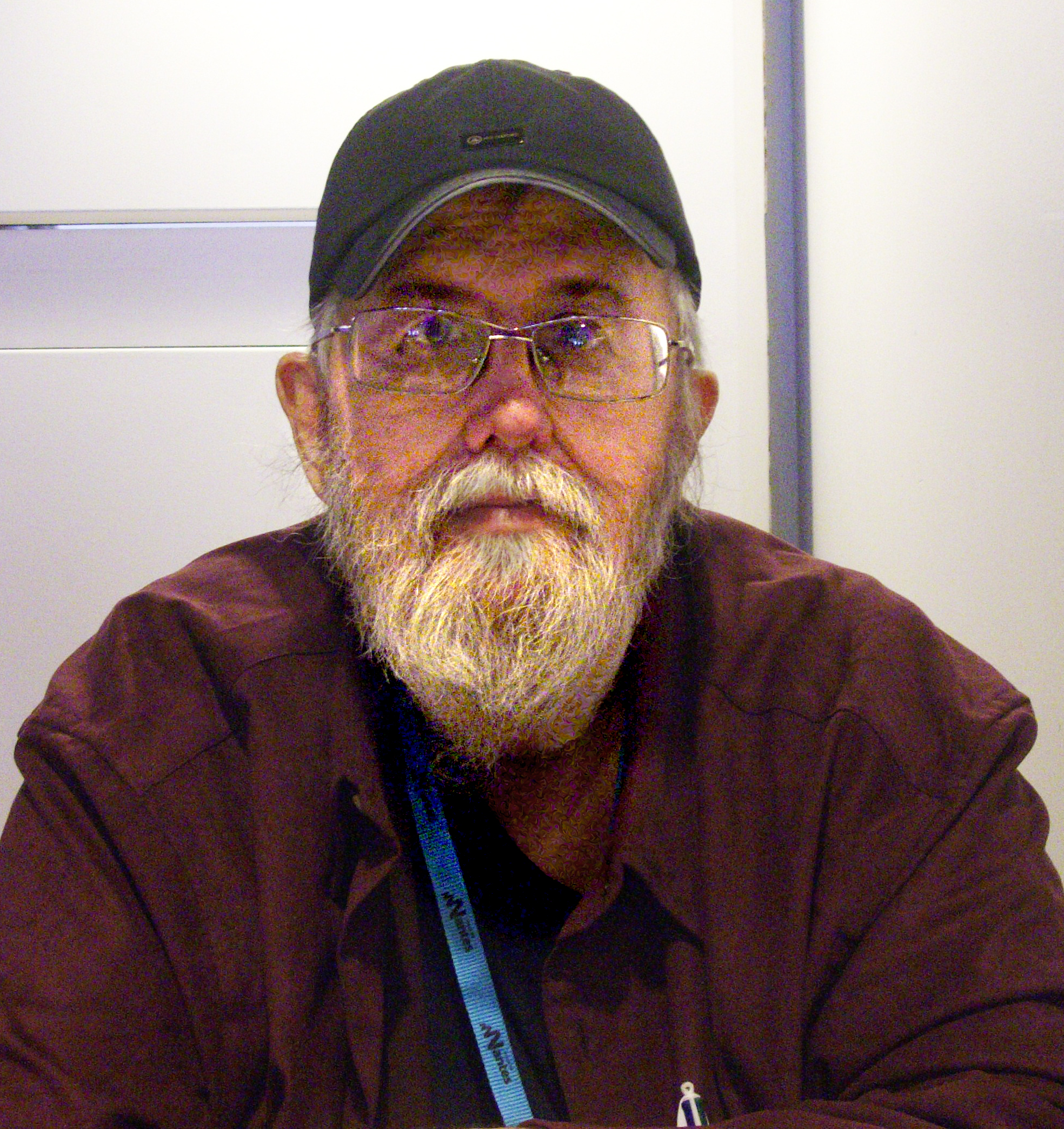

루시어스 셰퍼드(Lucius Shepard, 1947년 8월 버지니아주 리치버그 출생)는 단순한 장르 구분을 초월하는 작품들을 써 온 미국 작가이다. 그는 때로 과학소설이나 환상소설 작가로 분류되다가도, 때로는 마술적 사실주의 같은 다른 장르에 경도된 작품들을 써내곤 한다. 그의 작품에는 강렬한 정치적, 역사적 감수성과 선배 작가들의 문학적 영향력에 관한 날카로운 인식이 두드러진다. 셰퍼드의 첫 번째 단편은 1983년에 발표되었고, 그의 첫 번째 장편, 《Green Eyes》는 1984년에 발표되었는데, 당시 그는 사이버펑크 운동의 일원으로 간주되었다. 셰퍼드는 중서부 지방에서 록큰롤 밴드에서 연주를 하는 등의 다양한 직업을 전전하다가 느지막하게 글을 쓰게 되었다.
루시어스 셰퍼드는 과학소설로 여러 상을 휩쓸었다. 1985년 그는 존 W. 캠벨상 최우수 신인작가 부문을 수상하였고, 뒤이어 1986년에는 〈R&R〉로 네뷸러상 최우수 중편부문을 수상했다. 그의 중편 〈Barnacle Bill the Spacer〉는 1993년 휴고상을 수상했다. 그가 쓴 시 〈White Trains〉는 1988년에 라이슬링상을 수상했다.
셰퍼드는 현재 뱅쿠버 주의 워싱턴에서 살고 있다.

## 주제의식과 그 진화
셰퍼드의 작품은 그가 작품활동을 하는 동안 다양한 주제를 다루어왔다. 초기에 그는 중앙 아메리카에 관한 글을 많이 쓰는 것으로 유명했다. 초기 작품들은 근미래의 정글에서 벌어지는 하이테크 전투에 관한 과학소설 단편들(〈R&R〉과 〈살바도르〉(Salvador) 같은)과 마술적 사실주의의 전통에 기대고 있는 듯한 단편들의 두 가지 형태로 분류할 수 있다. (온두라스의 외딴 섬에서 살고 있는 미국인에 관한 이야기인) 〈블랙 코럴〉(Black Coral)이나 (아내가 진 빚을 갚기 위해 자신의 동포들이 신성한 존재라고 생각하는 전설상의 검은 재규어를 사냥하러 나선 남자에 관한 이야기인) 〈재규어 사냥꾼〉(The Jaguar Hunter)처럼 그 대다수는 문화적 충돌로 야기되는 문제를 탐구하고 있다. 셰퍼드는 중앙 아메리카를 두루 여행했고 그곳에서 한때 머무르기도 했다. 여러 번 인터뷰를 하면서, 그는 부시 행정부가 조만간에 중앙 아메리카 지역을 공격할 거라 생각한다고 밝히기도 했다.
셰퍼드는 90년대 들어 과학소설 쓰는 것을 그만두었다. 그는 90년대 말이 되어서야 다시 나타나서 중편 〈빛나는 초록별〉(Radiant Green Star) 같은 작품들을 내놓았다. 여전히 중앙 아메리카에 관한 작품들을 쓰고 있지만, 셰퍼드의 관심은 좀 더 북쪽 지방으로 옮겨가고 있는 듯하다. 그는 최근 두 편의 짧은 장편 《A Handbook of American Prayer》와 《Viator》를 발표했는데, 두 작품 다 북아메리카 지역을 배경으로 삼고 있다. 비슷한 어조로, 그는 최근 문화와 지리적 문제는 부차적이면서(그의 중편 〈Jailwise〉가 그 좋은 예이다) 사회적 정의의 구현 같은 보편적인 문제에 초점을 맞춘 많은 작품들을 발표했다.
셰퍼드의 최근 작품들 중 다수는 논픽션이었다. 그는 잠시 화물열차 여행자들에 관해 취재한 뒤, 그 경험을 바탕으로 소설과 논픽션을 함께 내놓았다. 또한 그는 팬터지 앤 사이언스 픽션 지와 일렉트릭스토리 닷컴에서 고정 필진으로 영화 리뷰를 기고하기도 한다. 그는 리뷰를 통해 현재 미국 영화에 대한 경멸감을 드러내고 있다.
동료 작가인 제임스 패트릭 켈리에 의하면, 셰퍼드는 집필에 필요한 자극을 얻기 위해 극적인 경기 장면을 인용할 정도로 열렬한 스포츠 팬이라고 한다.

## 선별된 자서전

### 소설
- Green Eyes (1984)
- Life During Wartime (1987)
- "The Scalehunter's Beautiful Daughter" (1988, novella)
- "The Father of Stones" (1989, novella)
- "Kalimantan" (1990, novella)
- The Golden (1993)
- The Last Time (1995)
- Valentine (2002)
- Louisiana Breakdown (2003)
- Aztechs (2003)
- Colonel Rutherford's Colt (2003)
- Floater (2003)
- Liar's House (2004)
- A Handbook of American Prayer (2004)
- Viator (2004)
- The Golden (trade paperback reprint, 2006)

### 컬렉션
- The Jaguar Hunter (1987)
- The Ends of the Earth (1991)
- Sports & Music (1994, chapbook)
- Barnacle Bill the Spacer and Other Stories (1997), published in the U.S. as *"Beast of the Heartland"
- Two Trains Running (2004)
- Trujillo and Other Stories (2004)
- Eternity and Other Stories'" (2005)

### 만화
- Vermillion (1996-1997, comic book series: writer)